# Østervrå
Østervrå (tidligere Øster Vrå) er en by i Vendsyssel med 1.287 indbyggere  (2024), beliggende 20 km sydøst for Hjørring, 19 km vest for Sæby og 23 km sydvest for Frederikshavn. Byen hører til Frederikshavn Kommune og ligger i Region Nordjylland. I 1970-2006 hørte byen til Sæby Kommune,

## Sogn og kirker
Østervrå hører til Østervrå Sogn, der i 1901 blev udskilt som kirkedistrikt i Torslev Sogn. Det blev et selvstændigt sogn i 2010, da kirkedistrikterne blev nedlagt. Øster Vrå Kirke, der er opført i 1900, ligger ½ km sydvest for byen. Indre Mission byggede i 1917 et missionshus, som blev udvidet i 1954.
Byens monumentale baptistkirke blev bygget i 1919. Baptisterne solgte den i 2008 for at flytte til Sæsing, hvor de havde købt en tidligere vinduesfabrik i 2006 for at ombygge den til et stort fritids-, kirke- og kulturcenter, også beregnet for folk uden for menigheden. En del af menigheden ønskede at blive i Østervrå og stiftede i 2005 Østervrå Frikirke, som i 2006 blev optaget som en ny menighed i Baptistkirken i Danmark. Østervrå har også en adventistkirke.

## Faciliteter
- Torslev Centralskole i Østervrå er en af seks skoleafdelinger i Frederikshavn Kommunes Skoledistrikt Syd. Den har 304 elever, fordelt på 0.-9. klassetrin, og 33 medarbejdere.[6]
- Østervrå Børnehave blev oprettet i 1971 med en normering på 40 børn. Det blev efterhånden for lidt, og i 1987 kunne man flytte ind på den nye institution Bødkergården, hvor det gamle stuehus var indrettet til fritidshjem og staldbygningen til børnehave. I 2009 startede man vuggestue med plads til 12 børn. Børnehaven har nu ca. 81 børn. Der er SFO til ca. 100 børn fra 0.-3. klasse og ungdomstilbud for unge fra 4. klasse og opefter. Desuden er der specialbørnehave og specialfritidstilbud.[7]
- Østervrå Idræts- og Kulturcenter er stiftet i 1972, hvor idræts- og svømmehallen blev taget i brug. I svømmehallen er der springvipper, spa- og dampbad, og vandet er 29 grader varmt i 25 meter bassinet. I 2002 blev Østervrå Kulturhus opført i tilknytning til centret. Multisalen på 250 m², som kan udvides med et scenelokale på 30 m², kan anvendes til foredrag, teater, musikarrangementer og som selskabslokale. Der er springgrav for gymnaster i salen, og ud over salen er der i huset 2 mødelokaler. I 2005 blev et motions- og styrkecenter indviet. Centret har også overnatningsmulighed i sovesal med 14 køjesenge. I 2017 flyttede Østervrå Bibliotek ind i centeret. Det samme gjorde Østervrå Ungdomsklub, der også har udendørs multibane og skaterpark.[8]
- Østervrå Ældrecenter har 31 plejeboliger.[9]
- Østervrå har to supermarkeder, bageri, lægeklinik, apotek og flere specialforretninger.

## Historie

### Landsbyen
Øster Vrå blev første gang omtalt i 1499. Den bestod i 1682 af 11 gårde og 4 huse med jord. Det samlede dyrkede areal udgjorde 261,0 tønder land, skyldsat til 50,46 tønder hartkorn. Dyrkningsformen var græsmarksbrug uden tægter.
I 1901 beskrives Østervrå således: "Vraa, ved Landevejen, med Kirke (den er opført 1900 i romansk Stil af røde Mursten paa en Granitsokkel med et lille Spir efter Tegn. af Arkitekt F. Uldall...), Baptistkirke (opf. 1896), Skole, Lægebolig, Dyrlægebolig, Kro, Andelsmejeri, Købmandsforretninger, Markedsplads (Marked i Marts og Okt.), Sparekasse (opr. 1879...Antal af Konti 417) og Postekspedition".

### Stationsbyen
Så Østervrå var allerede et oplandscenter, da den fik station på Hjørring-Hørby Jernbane (1913-53). Østervrå Station var en af banens to krydsningsstationer. Den blev jernbaneknudepunkt 1924-50, mens Vodskov-Østervrå Jernbane eksisterede. Dermed blev Østervrå Hørbybanens bedste mellemstation – det havde Tårs hidtil været. Den store jernbanelov fra 1918 indeholdt en 25 km lang forlængelse af Vodskov-banen fra Østervrå til Frederikshavn, men den blev ikke gennemført.
Stationsbygningen, der er tegnet af Sylvius Knutzen, er bevaret på Liljevej 10. Vodskov-banens 3-sporede lokomotivremise er bevaret på Møllegade 25. 4 km af Brønderslevvej er anlagt på Vodskov-banens tracé fra Rosenvangsvej til stationsterrænet og videre på Hørbybanens tracé til Hammerholt.
Det lave målebordsblad, som er tegnet efter åbningen af begge baner, viser hotel, apotek, missionshus, bageri, brandstation og fabrik. I 1922 havde byen over 100 gårde og huse. I 1938 var der omkring 40 forretninger og småvirksomheder.

### Folketal
| 1906 | 1911 | 1916 | 1921 | 1925 | 1930 | 1935 | 1940 | 1945 | 1950 | 1955 | 1960 | 1965 |
| ---- | ---- | ---- | ---- | ---- | ---- | ---- | ---- | ---- | ---- | ---- | ---- | ---- |
| 279  | 298  | 327  | 418  | 594  | 679  | 708  | 713  | 748  | 878  | 863  | 884  | 931  |

I 1930, da byen havde 679 indbyggere, var sammensætningen efter erhverv: 97 levede af landbrug, 275 af industri og håndværk, 68 af handel, 94 af transport, 32 af immateriel virksomhed, 53 af husgerning, 54 var ude af erhverv og 6 havde ikke angivet oplysninger.

## Notable personer
- Poul Kjærholm (1929-80) – møbelarkitekt og professor på Kunstakademiet.
- Anne Bakland (1986-) – Standupkomiker.
- Joakim Mæhle (1997-) – Fodboldspiller i Atalanta B.C., tidligere KRC Genk og Aab. Det danske herrefodboldlandshold.